# Fundacja Rodziny Nissenbaumów
Fundacja Rodziny Nissenbaumów – istniejąca od 1983 roku fundacja z siedzibą w Warszawie założona przez pochodzącego z Polski Sigmunda Nissenbauma.
Siedziba fundacji znajduje się w Warszawie przy ul. Edwarda Gibalskiego 21.

## Opis
Celem fundacji jest ratowanie śladów kultury żydowskiej na ziemiach polskich, między innymi aktywnie włączyła się do prac renowacyjnych drugiego co do wielkości żydowskiego cmentarza w Europie, tzw. nowego cmentarza żydowskiego w Łodzi.
Wieloletnim prezesem fundacji był jej założyciel Sigmund Nissenbaum. Po jego śmierci w 2001 roku funkcję prezesa objęła jego żona Sonja Nissenbaum (zmarła w 2018).